# Pristinochterus
Pristinochterus is een uitgestorven geslacht van wantsen uit de familie van de Ochteridae. Het geslacht werd voor het eerst wetenschappelijk beschreven door Yao in Cai & Ren.

## Soorten
Het genus bevat de volgende soorten:

- Pristinochterus ovatus Yao, Zhang & Ren in Yao et al., 2011
- Pristinochterus zhangi Yao, Cai & Ren, 2007